# Gabriel Barbosa Avelino
Gabriel Barbosa Avelino (Anápolis, 17 de marzo de 1999) es un futbolista brasileño. Juega de delantero y su equipo es el Górnik Zabrze de la Ekstraklasa.

## Clubes
| Club                       | País          | Año       |
| -------------------------- | ------------- | --------- |
| S. E. Palmeiras            | Brasil        | 2016-2021 |
| S. P. A. L. (cedido)       | Italia        | 2017-2018 |
| Londrina E. C. (cedido)    | Brasil        | 2020      |
| Figueirense F. C. (cedido) | Brasil        | 2020-2021 |
| Paysandu S. C. (cedido)    | Brasil        | 2021      |
| F. C. Seúl (cedido)        | Corea del Sur | 2021      |
| Levadiakos F. C.           | Grecia        | 2022-2023 |
| F. K. Kukësi (cedido)      | Albania       | 2022-2023 |
| F. C. Penafiel             | Portugal      | 2023-2025 |
| Górnik Zabrze              | Polonia       | 2025-act. |

## Palmarés

### Campeonatos nacionales
| Título                      | Club             | País   | Año     |
| --------------------------- | ---------------- | ------ | ------- |
| Serie A                     | S. E. Palmeiras  | Brasil | 2016    |
| Segunda Superliga de Grecia | Levadiakos F. C. | Grecia | 2021-22 |